# Correggio (Włochy)
Correggio – miasto i gmina we Włoszech, w regionie Emilia-Romania, w prowincji Reggio Emilia.
Według danych na rok 2004 gminę zamieszkiwało 20 596 osób, 267,5 os./km².